# Милосављевић
Милосављевић је српско патронимско презиме изведено од мушког имена Милосав. Може се односити на следеће особе:
- Владислава Милосављевић (1955), српска глумица
- Драган Милосављевић (1989), кошаркаш
- Недељко Милосављевић (1960), фудбалер
- Ненад Милосављевић (1954), музичар
- Предраг Милосављевић (1908–1989), сликар
- Радомир Милосављевић (1992), фудбалер
- Слободан Милосављевић (1965), економиста и политичар
- Томица Милосављевић (1955), лекар и политичар